# Ardahan (provins)

Karta över Turkiet med Ardahan markerat.

Ardahan är en provins i den nordöstligaste delen av Turkiet. Den har totalt 133 756 invånare (2000) och en areal på 5 495 km². Provinshuvudstad är Ardahan. 
Provinsen avträddes till Ryssland 1878, blev åter turkisk genom freden i Brest-Litovsk 1918, hamnade åter under rysk överhöghet men blev på nytt turkisk genom Fördraget i Kars 1921.